# Houtmarkt (Brussel)
De Houtmarkt (Frans: Marché au Bois) is een voormalig plein in Brussel op de plaats van het Cantersteen en het Centraal Station.
Het plein was een trapzoïdale verbreding tussen de Parochiaanstraat en de Keizerinstraat, waarop ook andere wegen uitkwamen: Loksumstraat, Blindenberg, Putterijstraat. De naam Houtmarct, verwijzend naar het brandhout dat er verhandeld werd, is voor het eerst gedocumenteerd in 1344. De fontein die er in 1399 geplaatst werd, wijst hoogstens op een heraanleg van een eerder bestaand plein. Ook op de Zavel was in 1432 sprake van een houtmerct, zodat we twee locaties van houthandel kunnen vermoeden. Na het graven van de Willebroekse Vaart in de 16e eeuw verhuisden de brandhoutverkopers op zeker ogenblik naar daar, zoals de naam Brandhoutkaai nog getuigt.
Vanaf de 16e eeuw begon de hoge adel zich in de wijk rond de Houtmarkt te vestigen. Het grootste complex was het in 1960 afgebroken Hôtel d'Ursel.
Het middeleeuwse stratenpatroon rond de Houtmarkt is volledig verdwenen toen vanaf 1910 brede boulevards zoals Kantersteen, Koloniënstraat en Kunstberg werden aangelegd in het kader van de Noord-Zuidverbinding en de stadsvernieuwing. De bebouwing is vervangen door kantoren.